# Tars and Spars
Tars and Spars (br: Três Semanas de Amor) é um filme musical estadunidense de 1946, dirigido por Alfred E. Green e estrelado por Alfred Drake, Janet Blair e Marc Platt. O roteiro foi escrito por John Jacoby, Sarett Tobias e Decla Dunning, baseado em uma história de Barry Trivers. Tars and Spars marcou a estreia de Sid Caesar no cinema.